# Centeterus flavopictus
Centeterus flavopictus är en stekelart som först beskrevs av Tosquinet 1903.  Centeterus flavopictus ingår i släktet Centeterus och familjen brokparasitsteklar. Inga underarter finns listade.